# Fortiche Production
Fortiche Production ist ein französisches Animationsstudio mit Hauptsitz in Paris. Sein bislang größtes Projekt ist die Fernsehserie Arcane.

## Entwicklung
Das Animationsstudio wurde 2009 gegründet und erstellte zunächst Werbespots für Coca-Cola, Honda, Samsung, Panasonic oder MTV. Von Anfang an machte eine Kombination aus 2D und 3D-Animation den Stil, den „Touche Fortiche“, des Studios aus.
Eine neue Phase stellten Musikvideos dar, die das Studio für Freak Kitchen, Gorillaz und LIMOUSINE produzierte. Hierdurch wurden wiederum Computerspielstudios auf Fortiche aufmerksam, wie Ubisoft, Volition Studios, Carbine Studios und 2012 Riot Games. Für letzteres erstellte das Studio vier Trailer in Form von Kurzfilmen.
Das Animationsstudio stieg schließlich 2013–2019 mit Rabbids Invasion in die Produktion von Serien ein, an der es für Netflix und Nickelodeon in Zusammenarbeit mit Ubisoft beteiligt war.
2015 sendete der französische Sender France 2 den 55-minütigen von Fortiche animierten Doku-Historienfilm Le dernier Gaulois über den Gallischen Krieg. Dabei kam die Motion-Capture-Technik zum Einsatz.
Auf der Industriemesse Cartoon Movie in Bordeaux pitchte das Studio mit einem Pilotfilm das Spielfilmprojekt Miss Saturne.
2017 lief auf Disney XD die vom Animationsstudio für Marvel Studios erstellte Kurzserie Rocket & Groot.
Im November 2021 wurde von Fortiche in Zusammenarbeit mit Riot Games die im League-of-Legends-Universum spielende Serie Arcane auf den Streaming-Plattformen Netflix und in China auf Tencent Video veröffentlicht. Die neun 35–40 Minuten langen Episoden sind ab 16 Jahren freigegeben. Ursprünglich sollte die Serie bereits 2020 starten, musste aber COVID-19-bedingt um ein Jahr verschoben werden. Sie war im November 2021 für zwei Wochen die weltweit meistgesehene Serie auf Netflix, die darüber hinaus von den Kritikern äußerst positiv ausgenommen wurde.
Mit Arcane wuchs die Anzahl der Mitarbeiter auf zeitweise 500 und zur Zeit 326 Mitarbeiter an, die die Serie in sechs Jahren produzierten. Das Studio erweiterte sich 2020 mit Außenstellen in Montpellier und Las Palmas. Der Umsatz des Studios stieg dabei für 2021 auf 16,4 Mio. Euro. Die Zeitung Le Figaro berichtete, dass das Budget der Serie bei 60–80 Millionen Euro lag. Im November 2021 verkündete Riot-Games-CEO Nicolo Laurent über Twitter, dass eine zweite Staffel bei Fortiche Production in Auftrag gegeben wurde.